# George Pattullo
George Simpson Drynan Pattullo  (Glasgow, Escocia, Reino Unido;  4 de noviembre de 1888 - Londres, Inglaterra, Reino Unido; 5 de septiembre de 1953) fue un futbolista escocés, que destacó como delantero en el Fútbol Club Barcelona.

## Biografía
George Pattullo era el prototipo de «sportsman» de finales del siglo XIX, aficionado a la práctica de múltiples deportes, como el tenis, el rugby, el hockey o el fútbol. Los negocios familiares en el mundo del carbón le llevaron a España en 1910. 
Hans Gamper, tras verle marcar cinco goles en el campo de la Conreria de Badalona, en un partido amistoso de fútbol entre la colonia británica de Barcelona y el Universitari, le convenció para incorporarse al Fútbol Club Barcelona. Debutó con su nuevo equipo el 24 de septiembre de 1910, en un amistoso contra el RCD Espanyol que acabó 1-1, siendo el autor del gol azulgrana. Rápidamente se convirtió en un ídolo para los barcelonistas, gracias a su capacidad goleadora y a su técnica. Se le considera el introductor en Barcelona del remate de volea, que enseñó a futuros mitos como Paulino Alcántara. En la temporada que permaneció el FC Barcelona, antes de regresar a su país, jugó 21 partidos y marcó 41 goles, que sirvieron para ganar el Campeonato de Cataluña. En la Copa del Rey, sin embargo, los catalanes fueron descalificados en cuartos de final a pesar de haber ganado a la Sociedad Gimnástica Española por 4-0, con uno de los goles obra de Pattullo.
A causa de sus negocios, en mayo de 1911 tuvo que volver a Escocia. Sin embargo, en 1912 recibió una carta del club pidiendo su concurso en la semifinal de la Copa de los Pirineos contra el RCD Espanyol. Pattullo regresó para jugar su último partido oficial como azulgrana, el 10 de marzo de 1912, anotando dos goles en la victoria por 3-2, que clasificó al FC Barcelona para la final de la competición que, a la postre, ganó. En total marcó 43 goles en 24 partidos como barcelonista, un promedio goleador excepcional, únicamente superado en la centenaria historia del club por Miguel Gual y Hans Gamper. El 17 de abril de 1928 recibió un homenaje en el Camp de Les Corts, realizando el saque de honor en un partido entre el FC Barcelona y el Real Oviedo.
Pattullo combatió en la Primera Guerra Mundial con la Brigada Escocesa Tyneside y fue condecorado con la Military Cross. La exposición al gas mostaza durante la Batalla del Somme afectó a sus pulmones y le impidió volver a jugar al fútbol. Después de la guerra se estableció en Newcastle, aunque a partir de los años 1930 fijó su residencia en Mallorca, donde entrenó al Baleares Futbol Club, antecedente del actual Atlético Baleares. Sus últimos años de vida estuvieron marcados por continuos problemas de salud, por su afección respiratoria crónica y su adicción al alcohol. Falleció en Londres en 1953.